# Municipio de Briley
El municipio de Briley (en inglés: Briley Township) es un municipio ubicado en el condado de Montmorency en el estado estadounidense de Míchigan. En el año 2010 tenía una población de 1860 habitantes y una densidad poblacional de 10,21 personas por km².

## Geografía
El municipio de Briley se encuentra ubicado en las coordenadas 45°1′2″N 84°11′28″O / 45.01722, -84.19111. Según la Oficina del Censo de los Estados Unidos, el municipio tiene una superficie total de 182.18 km², de la cual 177,06 km² corresponden a tierra firme y (2,81 %) 5,12 km² es agua.

## Demografía
Según el censo de 2010, había 1860 personas residiendo en el municipio de Briley. La densidad de población era de 10,21 hab./km². De los 1860 habitantes, el municipio de Briley estaba compuesto por el 97,37 % blancos, el 0,27 % eran afroamericanos, el 0,38 % eran amerindios, el 0,27 % eran asiáticos, el 0,05 % eran de otras razas y el 1,67 % eran de una mezcla de razas. Del total de la población el 1,61 % eran hispanos o latinos de cualquier raza.